# NGC 5092
NGC 5092 (другие обозначения — UGC 8376, MCG 4-31-23, ZWG 130.30, ZWG 131.1, PGC 46493) — эллиптическая галактика (E) в созвездии Волосы Вероники.
NGC 5092 представляет из себя галактику раннего типа со звездным населением в .5 Gyr, масса центральной черной дыры составляет  5х107M☉.
Этот объект входит в число перечисленных в оригинальной редакции «Нового общего каталога».